# Alessia Fugardi
Alessia Fugardi, née le 18 mars 1981 à Rome dans la région du Latium en Italie, est une actrice italienne.

## Biographie
Alessia Fugardi naît à Rome en 1981.
En 1993, elle débute au cinéma à l'âge de douze ans en jouant une jeune patiente admise dans un département de pédopsychiatrie à la suite de fréquentes crises d'épilepsie dans le drame La Grande Citrouille (Il Grande cocomero) de Francesca Archibugi. Pour ce rôle, elle obtient une nomination au David di Donatello et au Ruban d'argent de la meilleure actrice dans un second rôle.
L'année suivante, elle retrouve Archibugi dans un nouveau film, le drame Con gli occhi chiusi dans lequel elle incarne le personnage de Ghisola à l'âge enfant et qui est jouée par Debora Caprioglio à l'âge adulte. En 1996, elle joue dans le drame La lupa de Gabriele Lavia aux côtés de Monica Guerritore, Raoul Bova et Michele Placido. Ce film est une adaptation du roman La Louve (La Lupa) de l'écrivain italien Giovanni Verga. Pour ces deux rôles, elle reçoit deux nouvelles nominations au Ruban d'argent de la meilleure actrice dans un second rôle.
Considérée comme une promesse du cinéma italien, elle peine à confirmer ce statut au cours des années suivantes. Elle apparaît notamment à l'affiche de deux comédies à petit budget, La prima volta de Massimo Martella et Giorni dispari de Dominick Tambasco et obtient plusieurs rôles secondaires.
Dans les années 2000, elle continue à obtenir des rôles secondaires au cinéma et participe à diverses séries télévisées. Elle tourne notamment deux films pour Anna Brasi, joue dans le premier film  de Susanna Tamaro, Nel mio amore, obtient un rôle régulier dans l'unique saison de la série Giornalisti de Donatella Maiorca et Giulio Manfredonia et participe au drame I giorni perduti de Bruno Gaburro. En 2006 et 2007, elle participe aux séries télévisées Nati ieri et Crimini bianchi.
En 2009, elle retrouve pour la troisième fois la réalisatrice Archibugi et joue aux côtés d'Antonio Albanese, Kim Rossi Stuart, Micaela Ramazzotti et Francesca Inaudi dans la comédie dramatique Question de cœur (Questione di cuore), une libre adaptation du roman éponyme de l'écrivain Umberto Contarello (it).

## Filmographie

### Au cinéma
- 1993 : La Grande Citrouille (Il Grande cocomero) de Francesca Archibugi
- 1994 : Les Yeux fermés (Con gli occhi chiusi) de Francesca Archibugi
- 1996 : La lupa de Gabriele Lavia
- 1998 : L'odore della notte de Claudio Caligari
- 1998 : Der letzte Sommer - Wenn Du nicht willst de Miriam Pucitta (de)
- 1999 : La prima volta de Massimo Martella
- 2000 : Incontri di primavera d'Anna Brasi
- 2000 : L'appuntamento de Veronica Bilbao La Vieja (it)
- 2000 : Giorni dispari de Dominick Tambasco
- 2002 : Involtini primavera d'Anna Brasi
- 2004 : Nel mio amore de Susanna Tamaro
- 2006 : I giorni perduti de Bruno Gaburro
- 2009 : Question de cœur (Questione di cuore) de Francesca Archibugi

### À la télévision

#### Séries télévisées
- 2000 : Giornalisti de Donatella Maiorca et Giulio Manfredonia
- 2002 : Il bello delle donne, un épisode
- 2006 - 2007 : Nati ieri de Carmine Elia (it), Paolo Genovese et Luca Miniero
- 2007 : Julia Corsi, commissaire, un épisode
- 2007 : Crimini bianchi d'Alberto Ferrari (it)

## Distinctions
- Nomination au David di Donatello de la meilleure actrice dans un second rôle en 1993 pour La Grande Citrouille (Il Grande cocomero).
- Nomination au Ruban d'argent de la meilleure actrice dans un second rôle en 1994 pour La Grande Citrouille (Il Grande cocomero).
- Nomination au Ruban d'argent de la meilleure actrice dans un second rôle en 1995 pour Con gli occhi chiusi.
- Nomination au Ruban d'argent de la meilleure actrice dans un second rôle en 1997 pour La lupa.

## Source
- (it) Roberto Poppi et Enrico Lancia, Le attrici, Rome, Gremesse, 2003 (ISBN 88-8440-214-X).